# Premios de Periodismo APM
Los Premios APM de Periodismo son los galardones que concede anualmente la Asociación de la Prensa de Madrid (APM) en reconocimiento, cada uno de ellos, a una serie de distintos méritos de carácter periodístico.
Actualmente, los Premios APM de Periodismo se dividen en cuatro categorías:
Premio APM de Honor
- Instituido en 1939 sin especificación. Desde 1994 pasó a llamarse Premio "Rodríguez Santamaría" y se concede como reconocimiento a los méritos de toda una vida profesional. En la edición de 2013 pasó a denominarse Premio APM de Honor.

Premio APM al Mejor Periodista del Año
- Instituido en 1974, para premiar la mejor labor periodística durante el año. Desde 1994 el Premio "Víctor de la Serna" se concede al mejor periodista del año. En la edición de 2013 pasó a denominarse Premio APM al mejor periodista del año.

Premio APM al Periodista Joven del Año
- Creado en 1999 como Premio "Larra", se concede al periodista menor de 30 años que más se haya distinguido durante el año. En la edición de 2013 pasó a denominarse Premio APM al periodista joven del año.

Premio APM al Periodista Especializado en Madrid del Año
- Creado en 2007 como Premio Francos Rodríguez, se otorga en reconocimiento a un trabajo o trayectoria profesional periodística relacionada con Madrid. En la edición de 2013 pasó a denominarse Premio APM al periodista especializado en Madrid del año.

En la edición de 2013, la APM dejó de otorgar los siguientes premios:
Premio Javier Bueno
- Instituido en 1983, para premiar la labor periodística especializada a lo largo de la vida profesional. A partir de 1994, el Premio "Javier Bueno" se concede como reconocimiento a una dedicación sobresaliente especializada en cualquier campo del periodismo.

Premio Miguel Moya
- Creado en 2004, el Premio "Miguel Moya" se otorga como reconocimiento a una labor amplia y destacada dentro del campo periodístico, realizada por una persona no específicamente periodista.